# Zygfryd Bonawentura Smolka
Zygfryd Bonawentura Smolka, Bonawentura Zygfryd Smolka, Bonawentura Smolka OFM (ur. 28 sierpnia 1957 w Rudzińcu) – polski teolog, profesor nauk teologicznych, kierownik Katedry Teologii Dogmatycznej Wydziału Teologicznego Uniwersytetu Opolskiego.

## Życiorys
Zygfryd Smolka urodził się 28 sierpnia 1957 w Rudzińcu koło Gliwic. Szkołę podstawową i średnią ukończył w Gliwicach. W 1977 rozpoczął naukę w Wyższym Seminarium Duchownym oo. Franciszkanów w Kłodzku. 26 maja 1983 otrzymał święcenia kapłańskie, po których został skierowany jako ksiądz wikariusz do pracy duszpasterskiej w parafii św. Antoniego na Karłowicach we Wrocławiu. W tym samym roku rozpoczął studia na Papieskim Wydziale Teologicznym we Wrocławiu. W 1986 uzyskał licencjat naukowy z teologii na podstawie egzaminu i pracy Idea odkupienia Jana Pawła II w świetle encyklik Redemptor hominis i Dives in misericordia, napisanej pod kierunkiem ks. prof. Romana Rogowskiego. Od 1987 o. Smolka wykładał teologię dogmatyczną, ekumenizm i misjologię w Wyższym Seminarium Duchownym w Kłodzku. W 1989 na Katolickim Uniwersytecie Lubelskim obronił doktorat na podstawie pracy Soteriologia Jana Pawła II w świetle jego dokumentów papieskich napisanej pod kierunkiem ks. prof. Czesława Bartnika. Po studiach został mianowany redaktorem ogólnopolskiego miesięcznika franciszkańskiego Głos św. Franciszka. W okresie od września 1991 do lutego 1993 przebywał w klasztorze oo. Franciszkanów w Grafrath koło Monachium, gdzie przygotowywał rozprawę habilitacyjną. W lutym 1993 został skierowany do pracy w Wyższym Seminarium Duchownym w Kłodzku. Od lipca 1993 sprawował funkcję wicerektora seminarium oraz był magistrem kleryków. Od 1993 rozpoczął również wykłady z teologii dogmatycznej na Papieskim Wydziale Teologicznym we Wrocławiu. 27 października 1997 habilitował się na podstawie pracy zatytułowanej Zagadnienie eklezjologicznej hermeneutyki Biblii i Tradycji w świetle ekumenicznego dialogu teologii katolickiej i protestanckiej.
Od 1997 roku pracował jako adiunkt w katedrze teologii dogmatycznej Uniwersytetu Opolskiego. W 1999 otrzymał stanowisko profesora nadzwyczajnego tegoż uniwersytetu. W 2003 został kierownikiem Katedry Teologii Dogmatycznej. 25 września 2009 prezydent Rzeczypospolitej Polskiej nadał mu tytuł naukowy profesora w zakresie nauk teologicznych.
Głównym kierunkiem badań naukowych prowadzonych przez prof. Smolkę jest personalizm chrześcijański jako system myślowy, który w centrum odczytywania wszelkiej rzeczywistości postawił osobę wraz z jej fundamentalnymi relacjami do Boga, drugiego człowieka oraz świata zewnętrznego.